# Rodès
|  | No s'ha de confondre amb Rodés. |

Rodès ([ru'ðɛs], o com s'escrivia antigament Roders localment [ru'ðes], i oficialment en francès Rodès) és una comuna de la comarca del Conflent, a la Catalunya del Nord.
Els seus habitants, a més de ser coneguts pel gentilici de rodesencs o rodesesos, també són coneguts com a lluerts. És com la marededeu de Rodès, més la paren, més leda és (dit d'algú de lleig).

## Etimologia
Joan Coromines explica que Rodés (com apareix escrit a la seva obra) coincideix amb el topònim occità Rodés (grafiat Rodez en francès), i que tots dos deriven d'un locatiu, en plural: Rŭtēnīs, d'origen llatí o bé d'una forma de genitiu segons el testimoniatge de 1068-95 castellum Rodenis. Apareix sense -n el 1152, Redes (sic), i després Rodés els anys 1153, 1213, 1225, i 1346, i amb ultracorrecció Roders el 1354.

## Geografia

### Localització i característiques generals del terme

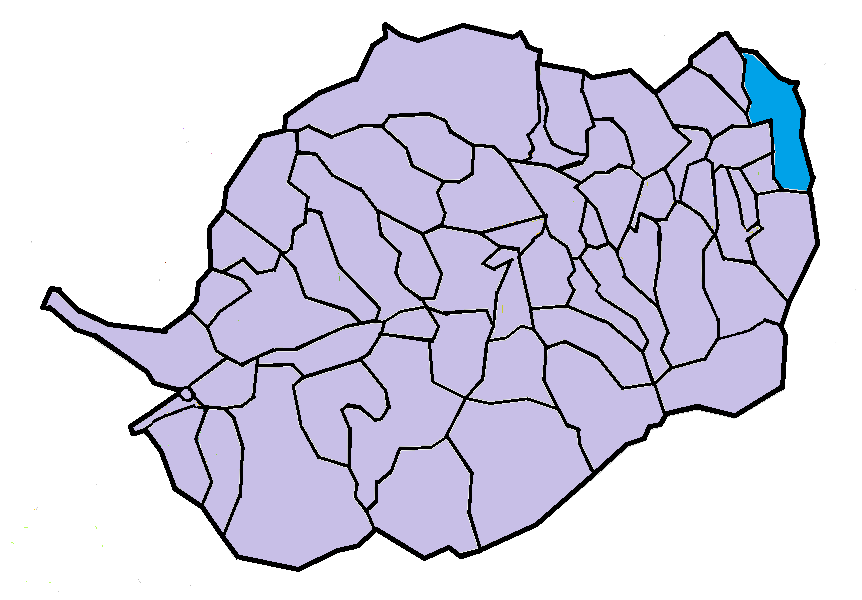
Situació de la comuna de Rodès en el Conflent

El terme comunal de Rodès, de 181.100 hectàrees d'extensió, és situat a la vora de la Tet, a l'extrem oriental de la comarca del Conflent, al límit amb les del Rosselló i l'occitana, però històricament afí a la Catalunya del Nord, de la Fenolleda. Pertany a la sub-comarca del Baix Conflent. El terme s'estén a banda i banda del riu. Al nord, a l'esquerra del riu, es troba l'antic poble de Ropidera, o les Cases de Ropidera, avui pràcticament del tot despoblat; al sud, a la dreta de la Tet, hi ha el poble de Rodès. L'antic poble, al capdamunt de la carena d'un petit serrat, i el nou als seus peus, estenent-se cap a la plana. També a la dreta de la Tet hi ha els llocs on hi havia hagut els llocs de Canoetes, les Croses i Domanova, ara desapareguts (del darrer, en queda el santuari de Nostra Senyora de Domanova).
A la zona occidental del terme hi ha el pantà de Vinçà, però el pantà a penes frega el terme comunal de Rodès: el darrer quilòmetre i mig de la vora esquerra del pantà i la meitat nord de la resclosa -per on passa el termenal de les comunes de Rodès i de Vinçà- són els únics llocs on el terme de Rodès toca les aigües del pantà. La seva pràctica totalitat pertany al terme comunal de Vinçà. Dins del terme de Rodès hi ha, en canvi, els dos turons que emmarquen l'estret on es va construir la resclosa: al sud, el Turó de Sant Pere de Bell-lloc, i al nord, la Cogulera.
La Tet migparteix el territori d'aquesta comuna. Pel nord, zona força muntanyosa, hi aflueix des del nord-oest el Còrrec de les Cases, que prové dels entorns del Serrat Blanc i el Puig de les Planes i forma la vall on hi havia hagut la població de Ropidera, o les Cases de Ropidera, i els torrents de muntanya que davallen de Roca Sabardana i dels altres turons i cadenes que emmarquen la Tet pel nord. Pel sud, que està format pels darrers contraforts del massís del Canigó, hi aflueixen la Ribera de Croses i la Ribera de Rigardà, que s'ajunten al costat sud-oest mateix del poble de Rodès. D'altres cursos d'aigua davallen també d'aquesta zona muntanyosa, la major part dels quals també van a trobar els anteriorment esmentats a la plana de ponent del poble. Només en el sector sud-est del terme hi ha un curs d'aigua que té un altre capteniment: el Còrrec de Montjuïc passa al veí terme de Bulaternera, va a buscar la vora de ponent del cementiri d'aquest poble, discorre cap al costat de llevant de l'ermita de Santa Anna del Congost i, finalment, va a abocar-se a la Tet a prop i a llevant del Pont de les Baus.
A prop del poble, a sud-est seu, hi ha el Coll de Terranera, o de Ternera, que marca el pas entre les comarques del Conflent i del Rosselló i, a més, dona el nom a la població veïna de Bulaternera.
Termes municipals limítrofs:
| Trevillac (Fenolleda)  | Montalbà del Castell (Fenolleda) | Illa         |
| Tarerac Arboçols Vinçà |                                  | Bulaternera  |
| Rigardà                | Glorianes                        | Bula d'Amunt |

### El poble de Rodès

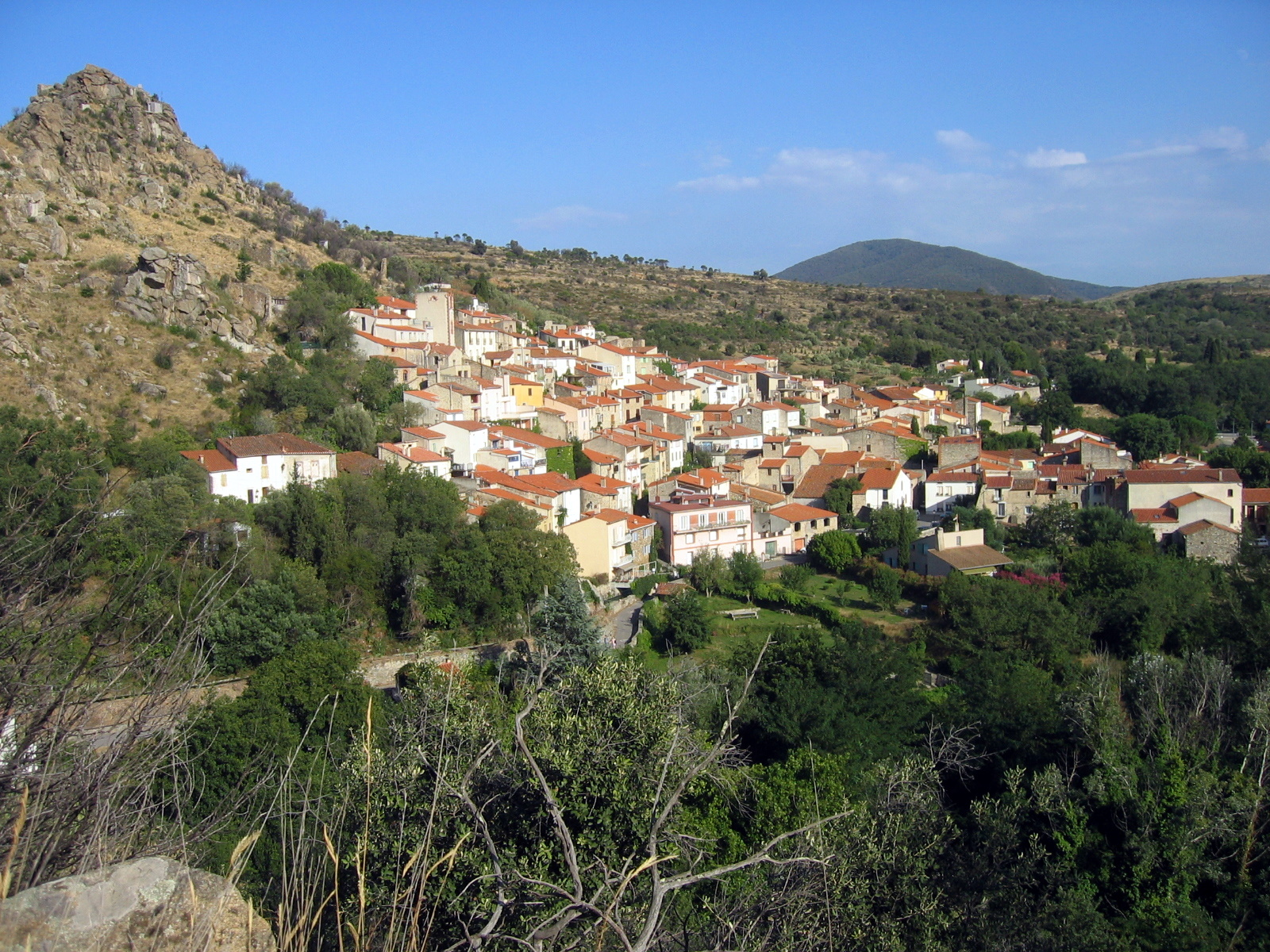
El poble vell de Rodès

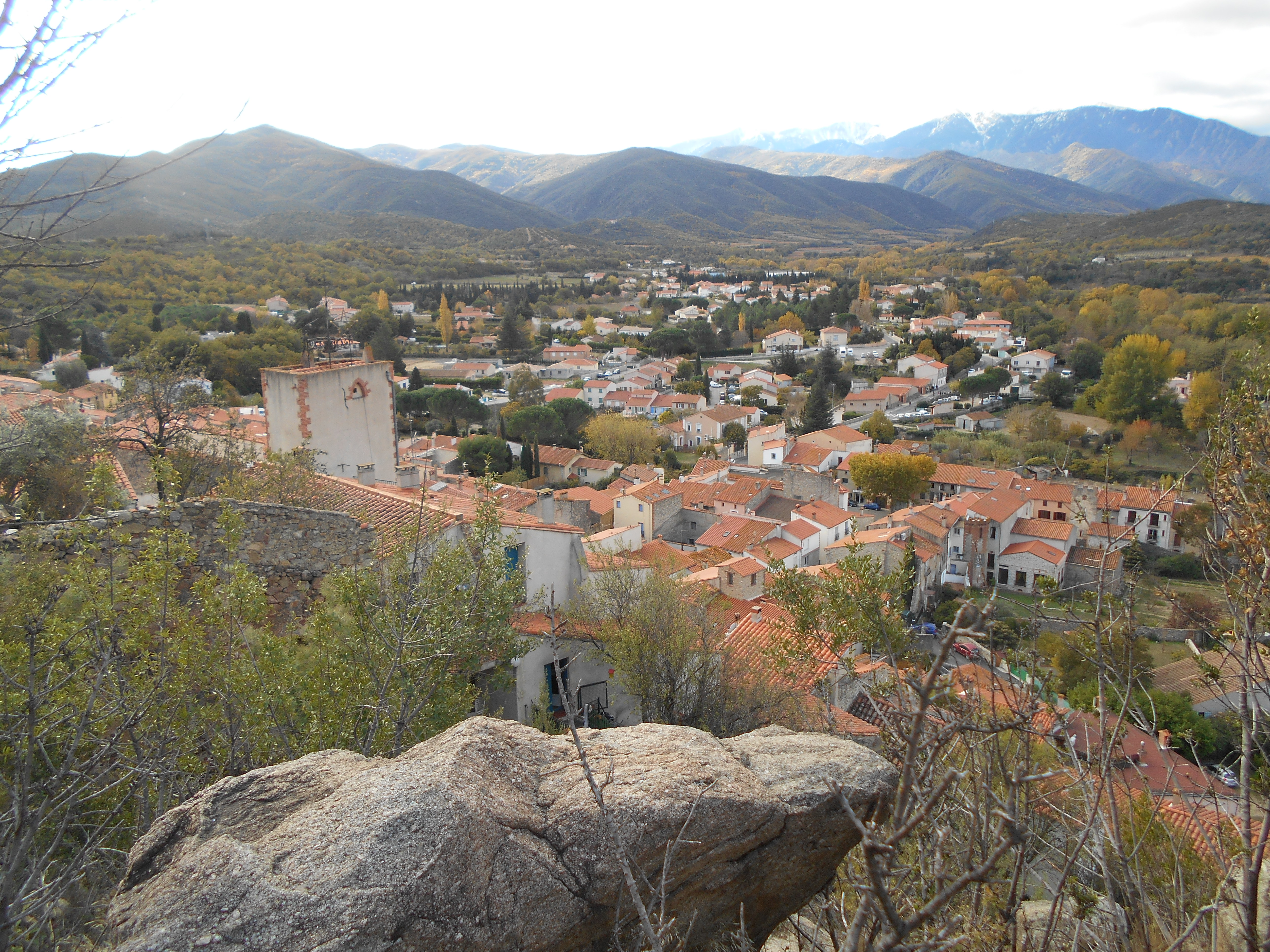
Vista general del poble nou des del cim del poble vell

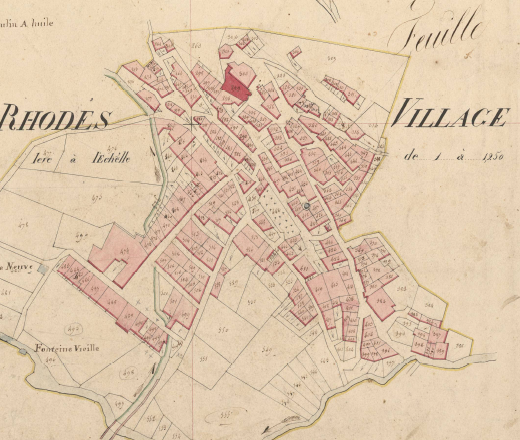
Rodès en el Cadastre napoleònic del 1812 (Arxius Departamentals dels Pirineus Orientals)

Rodès està situat a la dreta de la Tet, a prop del riu, a llevant de la zona central del seu terme comunal. El poble es troba graonat en el vessant occidental del turó que hostatja les ruïnes del Castell de Rodès i de la capella de Sant Valentí. L'església parroquial de Sant Joan Evangelista domina el poble des del seu punt més enlairat, al capdamunt del carrer de l'Església.
Cal destacar que més amunt de l'església, dessota mateix del castell, es conserven ben visibles les restes de les cases del poble vell. A Rodès es poden reconèixer tres nivells diferents de poble: el vell, del qual es conserven algunes restes entre el castell i l'església parroquial, el d'època moderna, esglaonat entre el poble vell i el pla, i el contemporani, format per urbanitzacions (les Cités, Plein Soleil i els Turons, o Cité HLM Els Turons) dels darrers quaranta anys, situat en el pla.

### Nostra Senyora de Domanova
El santuari de Nostra Senyora de Domanova domina la zona sud del terme de Rodès des de dalt d'un turó de 325 m alt. És bastant a prop del Coll de Terranera, al capdavall, extrem nord, d'un dels contraforts del Massís del Canigó. Sembla que a prop seu hi havia hagut el poblat de Valells, documentat el 969 (Valillos), on el monestir de Cuixà tenia un alou el 1011.

### Croses
A prop a llevant de Nostra Senyora de Domanova, a la vall de la Ribera de Croses (que en conserva el nom), hi havia hagut el poble de Croses, del qual no queda a penes res. És del tot desapareguda la seva església, Sant Miquel de Croses.

### Ropidera, o les Cases de Ropidera
Ropidera, també anomenat Cases de Ropidera, és un altre antic poble de l'actual terme de Rodès. El seu territori abraçava tot el sector de l'esquerra de la Tet d'aquest terme. En queden masies soltes, les quals, de fet, eren la base del poblament dispers de Ropidera. Hi havia hagut l'església de Sant Feliu de Ropidera, o de les Cases. En el Cadastre napoleònic del 1812 ja no hi apareix més que els masos, molt dispersos, l'església i el topònim les Cases.

### Canoetes
L'antic poblat de Canoetes era un altre dels nuclis de població antics de l'entorn de Rodès. Estava situat al sud-est de l'actual terme de Rodès, a prop del Coll de Canoetes, al capdamunt de la vall del Còrrec de Canoetes.

### Els masos del terme
El terme de Rodès antigament contenia moltes masies i cortals, però modernament molts han estat abandonats, de manera que només se'n conserven les ruïnes. D'entrada, hi havia els poblats, ja esmentats, de Canoetes, Croses, Ropidera, o les Cases de Ropidera i Valells. Un bon munt de cortals són en ruïnes: tres cortals sense nom, el del Barral, el de les Balmetes, els dos d'en Bodet, el d'en Canta, els tres d'en Cornet, el d'en Duran, el d'en Grau, abans del Barral, el d'en Molins, el d'en Pla, el d'en Roger, el d'en Sire, o Mas d'en Sire, els masos Batlle, d'en Roger, Gazé i Molins. Els masos conservats són el Mas Cornet, o de Madama, el de l'Escapa i el Colom, abans Colomer.
D'altres construccions aïllades del terme són la Resclosa de Vinçà, el Molí, abans Molí d'en Glori, el Molí de l'Oli, o d'en Cornet (noms ja en desús) i la Teularia, o Teularia d'en Glori. Hi ha diversos oratoris, alguns d'ells a prop del poble: Oratori del Camí de Vinçà a Domanova, Oratori de Motzanes, un oratori sense nom a l'esquerra de la Tet, davant de la Font Captada, Oratori del Coll de Canoetes, Oratori del Pont de les Baus i Oratori de Santa Bàrbara. Són també destacables el Túnel de Santa Anna, per on el ferrocarril entra en el Conflent, just al nord del Coll de Terranera, i els dos ponts que hi havia damunt de la Tet: el Pont de les Baus, del qual resten vestigis, i el Pont de Sant Pere, antic pont existent just a llevant d'on ara hi ha la resclosa del Pantà de Vinçà.

### Hidrografia
La Tet és el riu que articula tot el terme, i al qual van a parar les aigües de les riberes i còrrecs del terme. Per l'esquerra, aflueixen en la Tet en el límit occidental del terme la Ribera d'Otra, o de Tarerac, el Còrrec dels Cortals, que hi aporta els còrrecs del Cortalàs i de les Cases, a la zona oest, els de la Guardiola i de la Costa, a la zona central. A la zona est, hi ha dos còrrecs que es formen en terme de Rodès, però deriven cap al veí terme d`Illa: el Còrrec de Ropidera, anomenat del Borboner en el seu tram mitjà, i del Bosc Negre en el baix, i el Còrrec de Vallagra, termenal amb Montalbà del Castell, que recull els del Mas Molins i del Rabasser.
Per la dreta, hi aflueixen el Riufagès, fruit de la unió de la Ribera de Croses, amb la Ribera de Rigardà. Aquesta segona s'inicia al límit dels termes de Glorianes i Jóc, i en el darrer terç del seu recorregut entra en el terme de Rodès. Rep, també procedents del terme comunal de Rodès, el Còrrec de Saurac, o de la Saura, el de la Jaça d'en Duran, el de Motzanes i el del Puig. La Ribera de Croses, que ve del sud del terme, on entra també des de Glorianes poc abans del salt que hi ha en aquell indret, rep dins del terme de Rodès el Còrrec del Mas de l'Escapa, o, simplement, de l'Escapa, el de Canoetes, el del Camp del Coll, el del Camp Llarg, el de les Canals i el de Domanova.
Al sector sud-est del terme hi ha alguns cursos d'aigua que es formen a Rodès, però passen de seguida cap al terme de Bulaternera: el Còrrec de Terralba, amb el dels Congostos i el de la Brossa, i el Còrrec de Montjuïc.
Tot i que el terme de Rodès no té gaire part del terme plana i adequada a l'horta, sí que hi ha alguns canals de rec, així com llocs de captació d'aigua: el Rec de Corbera, el Rec de Baix, el Rec de Dalt, els dos darrers amb una petita resclosa situades a la Ribera de Croses a prop de Domanova.
A Rodès hi ha algunes fonts encara en ús, com la Font Captada, la de la Pallola, la del Cortal de Cornet, la del Mas, la del Mas de l'Escapa, la Font Nova i la Font Vella.
Finalment, cal destacar el Llac o Pantà de Vinçà, la major part del qual és dins del terme veí de Vinçà, però el racó nord-est del qual, de mitja resclosa cap al nord, és dins de Rodés.

### Orografia
Alguns dels topònims del terme indiquen elements orogràfics, com els Bacs, les Balmetes, els Baus (de Balços), dos indrets anomenats el Bosc Negre, les Canals, les Clotes, unes quantes collades: les Collades, el Coll de Canoetes, el Coll de les Arques (nom ara en desús), el Coll del Peiró, el Coll de Sant Pere i el Coll de Terranera. També hi ha la Coma d'Otrera, els Congostos, la Costa, la Guillera, o Pas de la Guillera, o Pas del Bau (antigament, la Baür de Bell-lloc); d'altres indiquen plans, com el Pla, el Pla de les Olivedes i les Planes. Alguns indiquen muntanyes, com Puig de les Planes, Puig de Mill, els Puigs Alts, o l'Alt de la Riba, els Puig Baixos, Puig de Miralles, Roca Colomera, Roca Sabardana i Roc Vaquer. També hi ha serres: Serra de la Devesa, Serra de la Taula de Baró, Serrat Blanc, Serrat del Puig, Serrat de Terranera. Hi ha també la Vall de Croses

### El terme comunal

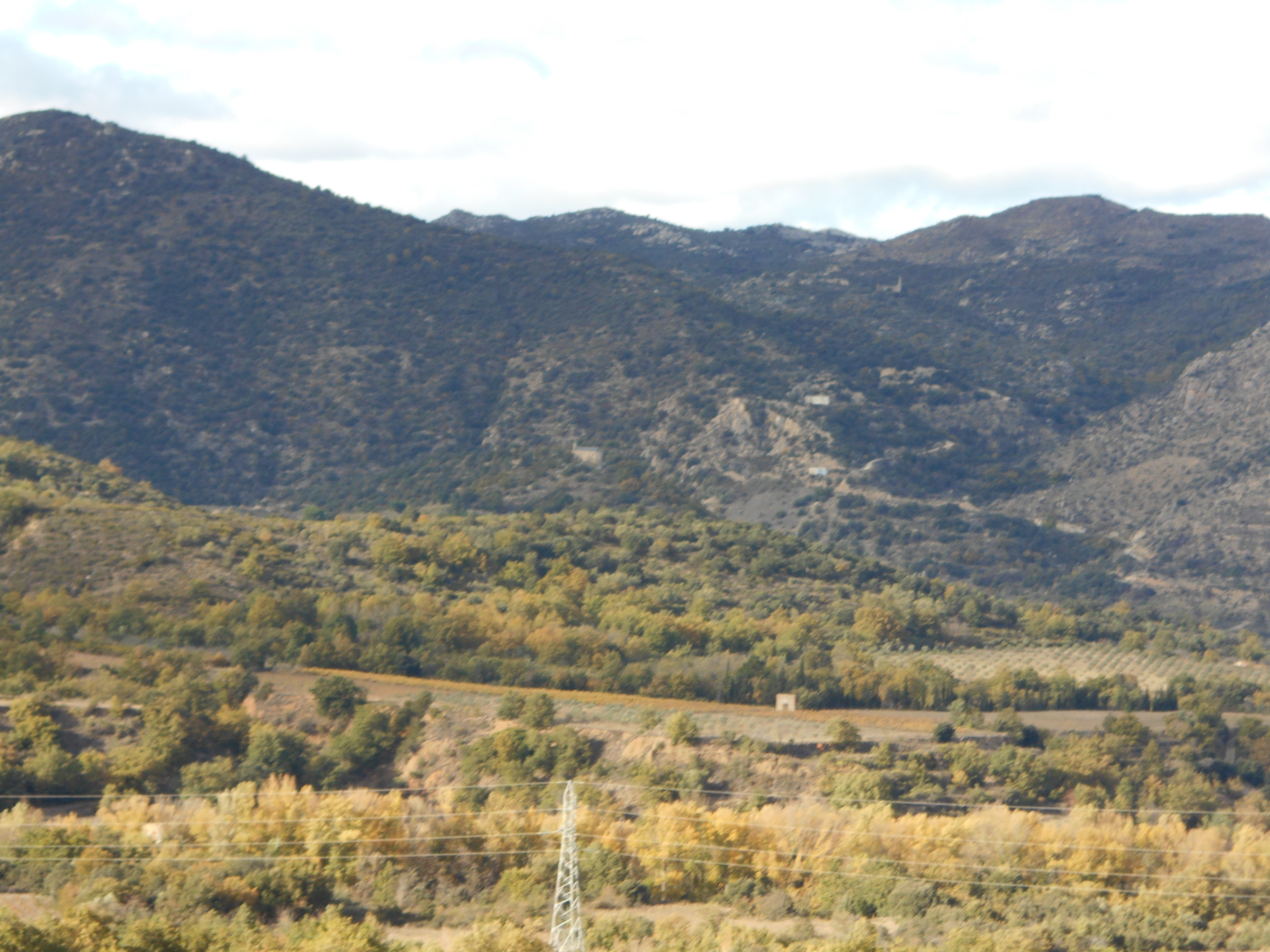
El pla del centre del terme, a ponent de Rodès

Les partides i indrets específics del terme comunal de Rodès són l'Ànsia, la Blanquera, el Borboner, Ca del Marc, el Camí Nou de Sant Pere, el Camp de l'Oratori, Canoetes, el Cementiri de Croses, la Cogulera, les Concoines, el Cortalàs, els Coscollers, la Devesa, Domanova, l'Escapa, l'Església Vella, la Feixana, la Font Vella, la Glavella, la Guardiola, la Jaça d'en Duran, el Mas Batlle, el Mas Colomer, el Mas Gazé, el Mas Molins, Miralles, o la Miralla, el Molí, el Molí de l'Oli, Montjuïc, la Morana, Motzanes, l'Oratori, les Pedreres de Rodès, el Peiró, el Pont de les Baus, o de la Bau, la Prada, els Quatre Camins, Querrós, la Rabassa, el Rabasser, la Requera, Terranera, o Ternera, les Terralbes, la Teuleria, les Tinyoseres, els Trencats, o els Trencats de Motzanes, els Turons i Valells. Alguns són noms ja considerats antics, en desús, com l'Ametllereda, a Domanova, l'Ànec, Petralata, els Pilars, Ropidera, Santa Bàrbara, Sant Pere i la Vinya dels Moscats, a Domanova. Alguns topònims indiquen senyals termenals: la Creu del Prat de l'Auca, el Piló, el Piló de la Vinya d'en Batlle, el Piló de la Vinya d'en Lavall, el Piló de la Vinya d'en Pallès, el Piló del Prat d'en Glori, el Roc de la Jaça del Frare, el Roc de la Serra d'en Garriga, el Roc de la Taula de Baró, el Roc del Cim de la Tinyosera i Roc Gros.

## Transports i comunicacions

### Carreteres
La principal carretera que travessa el terme de Rodès és la N - 116 (Perpinyà - la Guingueta d'Ix), que venint de Perpinyà té forma d'autovia fins a prop de Bulaternera. Aquesta carretera, que passa al sud i a l'oest de Rodès, en una forma que recorda un 4 invers ajagut, comunica Rodès amb Perpinyà en 32,5 quilòmetres, d'una banda (passant per tot de poblacions, en les quals l'autovia evita el pas pel nucli de la població: Bulaternera, a 5 km, Illa, a 7,2, Nefiac, a 10,8, Millars, a 17,3, Sant Feliu d'Amunt, a 18, Sant Feliu d'Avall, a 19, i el Soler), a 22,6, en direcció est. Cal dir que en tot el traçat d'autovia, de Bulaternera cap a l'est, existeix la calçada antiga de la N - 116, ara D - 916, que sí que passa pels nuclis de població. Per la mateixa carretera, ara ja com a carretera convencional, Vinçà és a 4,4 km, Marqueixanes, a 8, els Masos, a 22,8, Prada, a 13,5, etc.
El poble de Rodès resta unit a la carretera anterior a través de la D - 16 (N-116, a Rodès - Rodès), que en 1,4 km mena al poble des del trencall proper al Coll de Terranera. A part d'aquestes dues carreteres, per l'extrem nord del terme travessa la carretera local D - 17 (Estagell - Tarerac), que només trepitja sòl de Rodès en un tram d'1 km i no té cap enllaç directe amb el poble.

### Transport públic col·lectiu
Rodès té un bon servei de transport públic. La línia 200 (Perpinyà - Prada) uneix les poblacions de Perpinyà, el Soler, Sant Feliu d'Avall, Sant Feliu d'Amunt, Millars, Nefiac, Illa, Bulaternera, Rodès, Vinçà, Marqueixanes, Eus i Prada. Aquesta línia ofereix cinc serveis diaris en direcció ponent, un d'ells de caràcter semidirecte, que no té parada a Rodès, però sí a Bulaternera, i només tres a la inversa, un d'ells també semidirecte. No circula els dies festius. Cal dir que la parada d'aquesta línia és a peu de carretera, no entra fins al poble.
Amb un traçat similar hi ha la línia 240, que ofereix quatre serveis diaris en direcció a Perpinyà i sis cap a Prada. Com l'altre, alguns d'aquests serveis és semidirecte, també amb parada a Bulaternera, i tampoc no circula els dies festius.
La línia 260, també amb recorregut i característiques semblants, té dos serveis diaris en cada direcció. Circula cada dia, però el diumenge amb horaris diferents.

### Ferrocarril
Rodès havia tingut estació de tren, amb el nom de Domanova - Rodès, de la línia Perpinyà - Vilafranca de Conflent, on enllaça amb l'anomenat tren groc, de Vilafranca de Conflent a la Tor de Querol, però en l'actualitat ja no és operativa. És la línia 12 TER Llenguadoc Rosselló.

### Els camins del terme
El terme de Rodès té força camins rurals, alguns d'ells interiors, com el Camí de Domanova des de Rodès, el Camí del Molí i de Sant Pere i la Pista DFCI de les Pedreres, abans Camí de les Pedreres, el Camí de Miralles i el Camí de l'Escapa. La majoria de camins, però, tenen com a origen o destí els termes comunals veïns: els camins de Bula, de Bula d'Amunt, de Casesnoves, de Domaniva des de Rigardà, de Domanova des de Vinçà, el Camí de Ferro (la via del tren), els camins de Glorianes, de Montalbà, de Montalbà des de Tarerac, de Rigardà, de Tarerac, de Vinçà, dos camins de Vinçà a Estagell, el Camí Vell de l'Estrada, o Camí de Serrabona, el Camí Vell de Prada, o Camí Ral, la Ruta de Montalbà a Tarerac, la Ruta de Prada i la Ruta d'Illa. Esment a part mereixen les carrerades, que a Rodès són diverses, atesa la seva situació geogràfica: Carrerada de la Costa, del Puig, de Montjuïc i de Terranera.

## Activitats econòmiques
L'economia de Rodès és bàsicament basada en els recursos naturals. El seu terme conté boscs importants, cosa que en el seu moment va permetre la creació d'una seu de la Societat d'explotació Forestal dels Pirineus Orientals, de manera que l'extracció de fusta és una de les seves activitats més destacades. Hi ha un centenar d'hectàrees amb una cinquantena d'explotacions agràries, bàsicament situades a la plana que s'estén a l'oest del poble, a la dreta de la Tet, on s'aboquen en aquest riu el Riufagès, fruit de la unió de la Ribera de Croses i la Ribera de Rigardà. La meitat de la superfície es dedica als arbres fruiters, sobretot presseguers, amb alguns albercoquers. L'altra meitat, quasi tota és de vinya, poca d'ella dedicada a vins de qualitat, i hi ha unes 20 hectàrees d'horta, amb escaroles i enciam. L'activitat ramadera és testimonial.

## Història
L'origen de Rodès és el seu castell, a redós del qual es formà, de primer en el coster ran mateix de la fortificació, més tard baixant i estenent-se cap al pla. El castell és esmentat (Castello Rodenis) des del 1068, en una acta d'homenatge al comte Guillem Ramon de Cerdanya en el moment d'accedir al comtat. El 1095 el mateix comte deixa en el seu testament el castellum Rotenis al seu hereu i successor, Guillem Jordà, i el 1109 es va signar el jurament feudal per aquest castell de Pere Bernat de Domanova al comte Bernat Guillem, germà i succeessor de Guillem Jordà. Cerdana de Rodés neta de Pere Bernat de Domanova, aporta aquest castell en dot al seu casament amb Guillem de Canet. El 1225 Nunó Sanç confirmava aquest castell a Ramon de Canet, fill de Cerdana. Encara, el 1321 el rei Sanç autoritzava Tumberga de Canet, vídua de Ponç de Guàrdia, i al seu fill Guillem, besnet de Ramon de Canet, a construir un molí sobre el rec reial que travessava els territoris de Ropidera i Rodès. A ran de la creació del vescomtat de Canet, aquest castell fou administrat per castlans amb títol de batlle. El 1359 Pere el Cerimoniós nomenà castlà de Rodès Ramon de Perellós, i el 1370 li era reconeguda la possessió a perpetuïtat.
A la mort de Ramon de Perellós, n'heretà la castlania i la senyoria de Jóc Elionor de Perellós, filla seva, però Joan I, per tal d'evitar que la castlania estigués en mans d'una dona, la comprà i la revengué a un altre Ramon de Perellós, cosí d'Elionor. Aquest Ramon de Perellós, primer vescomte de Perellós i segon vescomte de Rueda, és l'autor de la novel·la emdieval d'aventures Viatge al Purgatori. La castlania de Rodès va pertànyer als de Perellós fins a mitjan segle xvi. Aquest castell, inicialment situat a la mateixa frontera de la Fenolleda i del Rosselló, gaudí de gran importància al llarg de quasi tota l'edat mitjana, però a partir del segle xv començà a minvar, fins a desaparèixer del tot, la seva importància estratègica, i, alhora, la castlania passà a mans de burgesos ennoblits, com Antoni Viader, de Vilafranca de Conflent (1455).
El 1502 és castlà de Rodès el gendre de l'anterior, Francesc Andreu, i el 1543, Galceran de Vilardell. Aquell any, Francesc de Perapertusa, baró de Jóc, comprà les senyories de Rodès i Ropidera, i els descendents seus les conservaren fins a la Revolució Francesa.

## Demografia

### Demografia antiga
La població està expressada en nombre de focs (f) o d'habitants (h)
| 55 f | 60 f | 55 f | 29 f | 27 f | 28 f | 22 f | 55 f | 61 f | 495 h | 107 f | 112 f |

### Demografia contemporània
| Evolució de la població |      |      |      |      |      |      |      |      |
| 1793                    | 1800 | 1806 | 1821 | 1831 | 1836 | 1841 | 1846 | 1851 |
| 494                     | 535  | 560  | 683  | 739  | 752  | 731  | 712  | 683  |

| 1856 | 1861 | 1866 | 1872 | 1876 | 1881 | 1886 | 1891 | 1896 |
| ---- | ---- | ---- | ---- | ---- | ---- | ---- | ---- | ---- |
| 699  | 640  | 630  | 619  | 588  | 551  | 502  | 429  | 402  |

| 1901 | 1906 | 1911 | 1921 | 1926 | 1931 | 1936 | 1946 | 1954 |
| ---- | ---- | ---- | ---- | ---- | ---- | ---- | ---- | ---- |
| 404  | 403  | 322  | 403  | 517  | 452  | 418  | 354  | 373  |

| 1962 | 1968 | 1975 | 1982 | 1990 | 1999 | 2007 | 2011 | 2014 |
| ---- | ---- | ---- | ---- | ---- | ---- | ---- | ---- | ---- |
| 393  | 401  | 340  | 347  | 407  | 509  | 597  | 621  | 636  |

Fonts: Ldh/EHESS/Cassini fins al 1999, després INSEE a partir deL 2004

### Evolució de la població

Població 1962-2008

## Administració i política

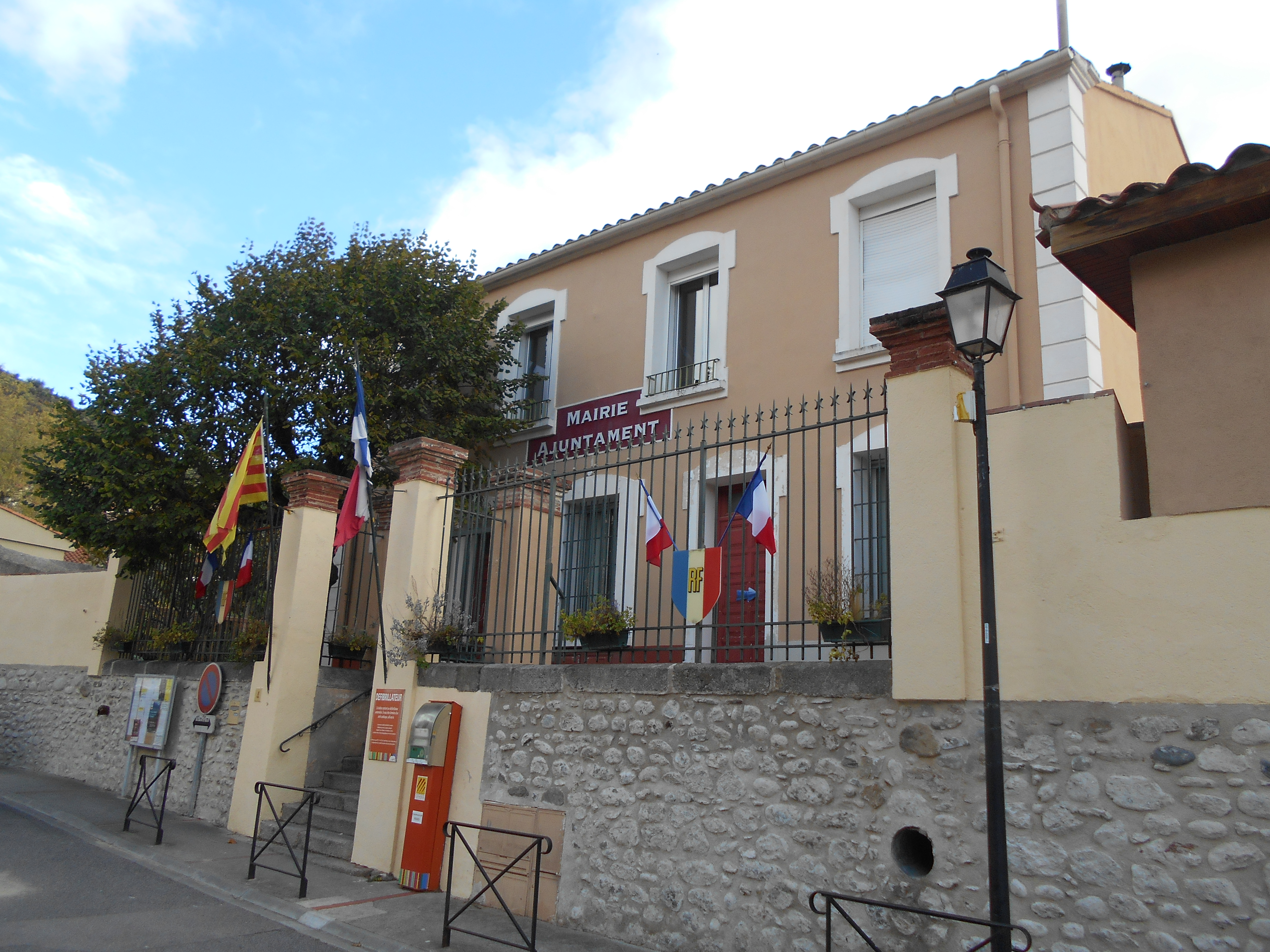
La Casa de la Vila

Batlles
| Alcalde                | Període              |
| ---------------------- | -------------------- |
| Joseph Cornet          | 1790 - 1793          |
| Michel Roger           | 1793 - 1793          |
| Joseph Cornet          | 1793 - 1806          |
| François Puell         | 1806 - 1813          |
| François Molins        | 1813 - 1820          |
| Côme Decandy           | 1820 - 1829          |
| Isidore Bollo          | 1829 - 1831          |
| Bonaventure Roger      | 1831 - 1831          |
| Joseph Cornet          | 1831 - 1848          |
| Joseph Tixeire         | 1848 - 1849          |
| François Glory         | 1849 - 1852          |
| Etienne Domenech       | 1852 - 1854          |
| François Glory         | 1854 - 1859          |
| Joseph Cornet de Bosch | 1859 - 1870          |
| Sylvestre Saleta       | 1870 - 1872          |
| Bonaventure Molins     | 1872 - 1874          |
| Isidore Tixeire        | 1874 - 1878          |
| Michel Roger           | 1878 - 1879          |
| Jules Tixeire          | 1879 - 1884          |
| Jacques Català         | 1884 - 1908          |
| Bonaventure Glory      | 1908 - 1914          |
| Julien Garrigue        | 1914 - 1919          |
| Joseph-Jean Cornet     | 1919 - 1925          |
| Michel Puig            | 1925 - 1935          |
| Gustave Rouit          | 1935 - 1942          |
| Antoine Andrieu        | 1942 - 1944          |
| Jean Sarda             | 1944 - 1951          |
| Jean Casteil           | 1951 - 1953          |
| Martin Christau        | 1953 - 1959          |
| Albert Gaspard         | 1959 - 1965          |
| François Glory         | 1965 - 1972          |
| Robert Jacquemin       | 1972 - 1989          |
| Georges Adroguer       | 1989 - 2008          |
| Marie-Christine Grau   | 2008 - Moment actual |

### Legislatura 2014 - 2020
A les eleccions cantonals del 2015 Rodès ha estat inclòs en el cantó número 2, denominat El Canigó, amb capitalitat al poble dels Banys d'Arles, de la comuna dels Banys i Palaldà. Aquesta nova agrupació de comunes fruit de la reestructuració cantonal feta amb motiu de les eleccions cantonals i departamentals del 2015. Són conselleres per aquest cantó Ségolène Neuville i Alexandre Reynal, tots dos del Partit Socialista francès.

### Batlle
- Marie-Christine Grau.

### Adjunts al batlle:[13]
- 1r:
- 2n: .

### Consellers municipals
- Jean-Jacques Alquier
- Charles Baille
- Dominique Begarra
- Anne Bouscat
- Laurence Boyer
- Daniel Castillo
- Jean-Jacques Laurent
- Bruno Mehay
- Pierre Porcherot
- Pierrette Py
- Karine Robinson
- Carlos Sarabando
- Jocelyn Solé
- Patricia Vignon.

### Adscripció cantonal

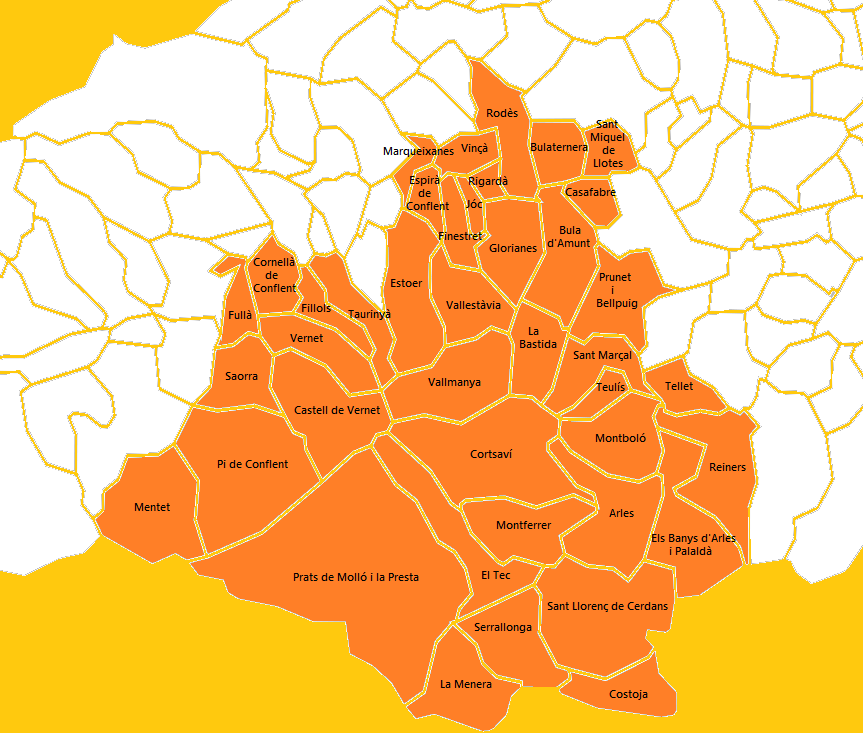
Mapa del Cantó del Canigó

A les eleccions cantonals del 2015 Glorianes ha estat inclòs en el cantó número 2, denominat El Canigó, amb capitalitat al poble dels Banys d'Arles, de la comuna dels Banys i Palaldà. Està format per les viles d'Arles, Prats de Molló i la Presta, Sant Llorenç de Cerdans, del Vallespir, i Vinçà, del Rosselló, i els pobles del Conflent de Castell de Vernet, Cornellà de Conflent, Espirà de Conflent, Estoer, Fillols, Finestret, Fullà, Glorianes, Jóc, Marqueixanes, Mentet, Pi de Conflent, Rigardà, Rodès, Saorra, Taurinyà, Vallestàvia, Vallmanya i Vernet, els del Rosselló de la Bastida, Bula d'Amunt, Bulaternera, Casafabre, Prunet i Bellpuig, Sant Marçal, Sant Miquel de Llotes, Tellet i Teulís, i els del Vallespir dels Banys i Palaldà, Cortsaví, Costoja, la Menera, Montboló, Montferrer, Reiners, Serrallonga i el Tec forma part del cantó número 2, del Canigó (nova agrupació de comunes fruit de la reestructuració cantonal feta amb motiu de les eleccions cantonals i departamentals del 2015). Són conselleres per aquest cantó Ségolène Neuville i Alexandre Reynal, tots dos del Partit Socialista francès.

### Serveis comunals mancomunats
Rodès forma part de la Comunitat de comunes de Rosselló - Conflent, amb capitalitat a Illa, juntament amb Illa, Bellestar, Bula d'Amunt, Bulaternera, Casafabre, Corbera, Corbera la Cabana, Cornellà de la Ribera, Glorianes, Millars, Montalbà del Castell, Nefiac, Prunet i Bellpuig, Sant Feliu d'Amunt i Sant Miquel de Llotes.

## Ensenyament i cultura

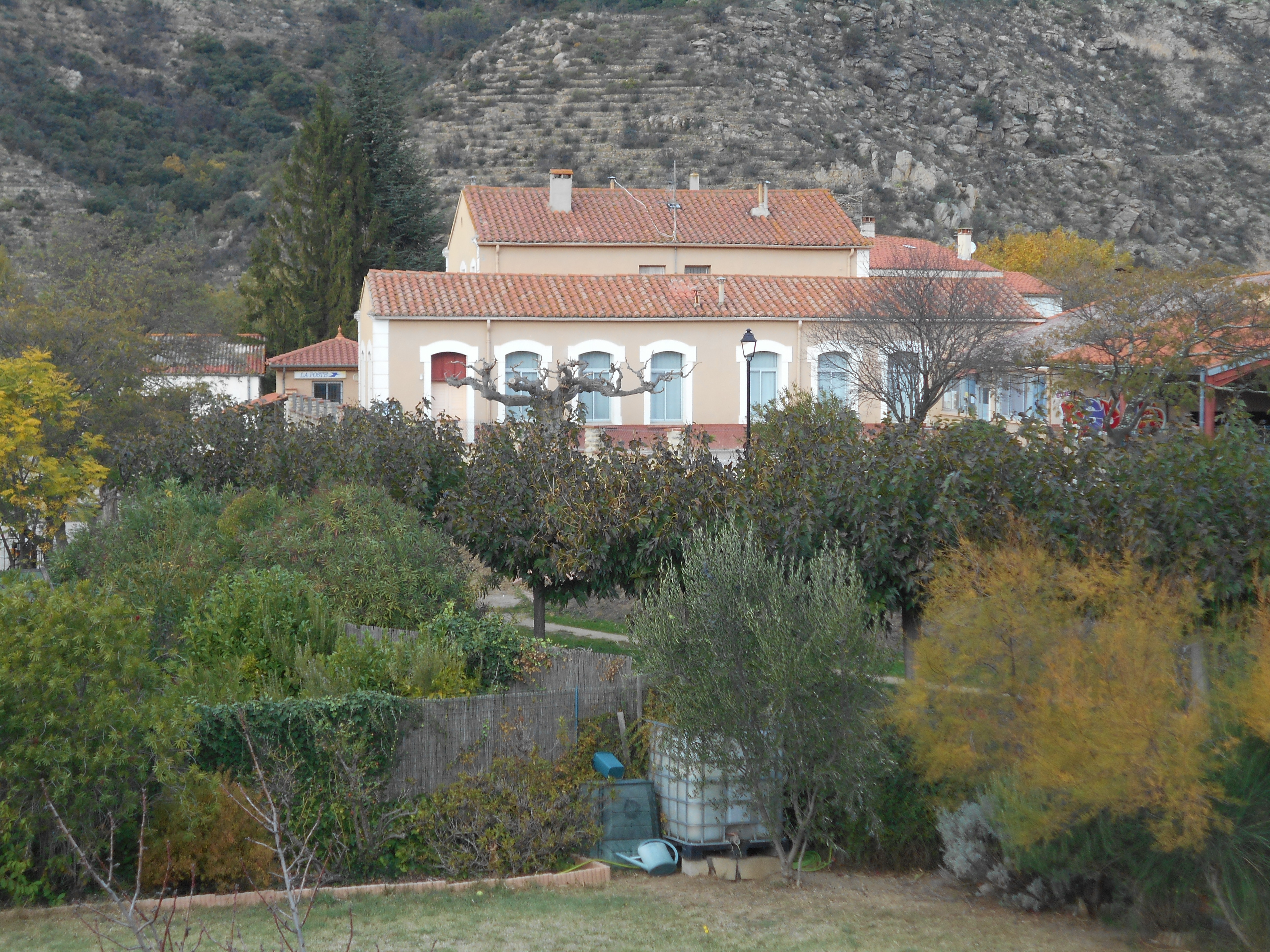
L'Escola de Rodès

Rodès té una sola escola, que inclou tant el nivell de maternal com el de primària. Està situada, al costat de Correus i de la Casa de la Vila, als peus del poble, a la zona per on s'ha eixamplat modernament el seu nucli urbà. La població escolar de Rodès, un cop acabats els estudis al poble, poden continuar als col·legis d'Illa, Prada, Estagell, Tuïr o Sant Pau de Fenollet, i a continuació als liceus de Prada o Ceret.
En el poble de Rodès hi ha una petita mediateca pública, i fins a deu associacions culturals que mantenen una intensa vida cultural al llarg de l'any.

## Patrimoni
- Església de Sant Valentí de Rodès
- Castell de Rodès
- Ermita de Sant Pere de Bell-lloc
- Santuari de Nostra Senyora de Domanova